# Aidan Quinn
Aidan Quinn, född 8 mars 1959 i Chicago, Illinois, är en amerikansk skådespelare med irländskt påbrå.
Quinn filmdebuterade i Rebellen (1984). Han har sedan dess spelat huvudroller i över 80 filmer, däribland Susan, var är du? (1985), The Mission (1986), Spanarna (1987), Avalon (1990), Benny & Joon (1993), Höstlegender (1994), Frankenstein (1994), Michael Collins (1996), Magiska systrar (1998), Song for a Raggy Boy (2003) och Unknown (2011).

## Filmografi i urval
- 1984 – Rebellen
- 1985 – Susan, var är du?
- 1986 – The Mission
- 1987 – Spanarna
- 1988 – Robinson Kruse
- 1990 – Mardrömmen
- 1990 – Avalon
- 1991 – Lek på Guds gröna ängar
- 1992 – The Playboys
- 1993 – Benny & Joon
- 1993 – Blint vittne
- 1994 – Frankenstein
- 1994 – Höstlegender
- 1995 – Haunted
- 1995 – Lumière et Compagnie
- 1996 – I väntan på Richard
- 1996 – Michael Collins
- 1997 – De tio budorden
- 1997 – Dödlig fälla
- 1998 – This Is My Father
- 1998 – Magiska systrar
- 1999 – Music of the Heart
- 2000 – Musikskatten
- 2002 – Stolen Summer
- 2002 – Evelyn
- 2003 – Song for a Raggy Boy
- 2005 – Nio liv
- 2007 – 32A
- 2008 – Wild Child
- 2009 – A Shine of Rainbows
- 2009 – The Eclipse
- 2010 – Flipped
- 2010 – Sarahs nyckel
- 2011 – Unknown
- 2013 – The Last Keepers
- 2013 – Stay